# Caesar Hagener
Caesar Hagener (* 29. Mai 1909 in Hamburg; † 6. November 1993) war ein deutscher Geschichtsdidaktiker.

## Leben
Nach der Promotion (Schule als gestaltete Lebenswelt des Kindes) am 10. November 1936 in Hamburg war er von 1969 bis 1977 Professor für Erziehungswissenschaft - Geschichtsunterricht und politische Bildung an der Universität Hamburg.